# آخرین مرد خشمگین
آخرین مرد خشمگین (انگلیسی: The Last Angry Man) فیلمی به کارگردانی دانیل مان است که در سال ۱۹۵۹ منتشر شد.

## بازیگران
- پل مونی
- دیوید وین
- بتسی پالمر
- لوتر ادلر
- بیلی دی ویلیامز
- کلودیا مک‌نیل
- فرد آلدریچ